# Place Guy d'Arezzo
La place Guy d'Arrezo (en néerlandais : Guido van Arezzoplein) est une place bruxelloise de la commune d'Uccle, limitrophe avec Ixelles.

## Origine du nom
Elle porte le nom du musicien Guy d'Arezzo (992-1033).

## Bâtiments remarquables et lieux de mémoire
Cette place a la particularité d'héberger une colonie de perruches vertes.

Les habitants du quartier y font souvent référence comme étant « La place des perruches » .